# 重力異想世界完結篇
《重力異想世界完結篇》（又译作，中国大陆又译作），是由索尼互動娛樂日本工作室和Project Siren開發並由索尼互動娛樂發行在PlayStation 4平台的動作冒險角色扮演遊戲，前作為《重力異想世界》，遊戲劇情為承繼前作的結局繼續發展，同時也留下前作的大部分角色。

## 遊戲玩法
《重力異想世界完結篇》保留了在前作使用的重力控制系統，同時亦為其增加了許多功能。玩家能選擇3種重力模式，包括遊戲一開始便有的原始模式、月球模式（Lunar）和木星模式（Jupiter）。月球模式會使凱特的身體變輕，提高其速度和跳躍能力；木星模式則使凱特的身體變重，增加其攻擊的傷害。玩家可使用觸摸板改變重力模式。
遊戲總監外山圭一郎指他深深沉醉於《重力異想世界完結篇》之中，他同時表示要讓玩家同樣沉醉於遊戲中的關鍵是擴充遊戲的開放世界和使凱特更加融入在遊戲的環境中，例如讓遊戲變得更加多姿多彩。凱特能與那裡的居民交流，做幫派手勢等，而居民亦會自然的回應你的舉動。
於前作因重力風暴而出現的敵人「奈必」於《重力異想世界完結篇》再度登場，而前作主角之一的拉文亦會以由AI控制的盟友的身份與凱特並肩作戰。另外，《重力異想世界完結篇》的遊戲時間為前作的3倍，約20至40小時，遊戲世界大小也是前作的2.5倍。

## 開發
《重力異想世界完結篇》的開發工作在《重力異想世界》完成後便隨即開始。2013年9月20日，遊戲以「Team Gravity Project」為名公開其正在開發的消息。之後在2015年的東京電玩展，索尼互動娛樂日本工作室首次披露此遊戲，並把它定名為《Gravity Rush 2》。2016年11月11日，遊戲完成開發。遊戲原本計劃於2016年12月2日開始公開發售，後來延後至2017年1月，索尼解釋稱是為了確保遊戲不會與聖誕節期間發售的其他AAA競爭，為此索尼於原定發售日期隔天向玩家發放免費DLC《重力異想世界完結篇 另一章完結篇：時光方舟－拉文的選擇》（Gravity Rush 2: The Ark of Time - Raven's Choice）以作補償。
《重力異想世界》的作曲家田中公平亦回歸譜制《重力異想世界完結篇》的音樂。2016年12月26日，由Khara製作的動畫版《重力異想世界：序曲》（Gravity Rush: The Animation ~ Overture ~）在PlayStation的YouTube頻道公開，目的旨在填補《重力異想世界》和《重力異想世界完結篇》之間的故事空洞。

## 反應
Metacritic根據93條評論給《重力異想世界完結篇》80/100的分數，屬「大致正面評價」（generally favorable）的級別。
GameSpot的彼得·布朗（Peter Brown）表示《重力異想世界完結篇》不是一個單純的續作，其多樣性和開放性世界規模使故事劇情更加一貫和有吸引力，並稱讚道它超出了大家對其的預期，比起前作，《重力異想世界完結篇》更上一層樓。Destructoid的克里斯·卡特（Chris Carter） 認為《重力異想世界完結篇》總體來說看上去很「豪華」，畫質也有所改善，且保留了大多前作獲得好評的元素，例如人手繪圖和漫畫書風格的畫面。IGN的米蘭達·桑切斯（Miranda Sanchez）則對遊戲操縱重力的玩法、凱特的新能力和角色在行動或戰鬥中所採的意向持正面態度，其中最後者使凱特的行動更有「趣味性」，同時她也批評有些地方從較高處跳下來時場地或物品加載會出現一些問題。
截至2017年2月15日，《重力異想世界完結篇》已於日本賣出超過102,630份。